# Torresina
Torresina är en ort och kommun i provinsen Cuneo i regionen Piemonte i Italien. Kommunen hade 48 invånare (2018).